# Gare d’Eymoutiers-Vassivière
Gare d’Eymoutiers-Vassivière vasútállomás Franciaországban, Eymoutiers településen.

## Vasútvonalak
Az állomást az alábbi vasútvonalak érintik:
- Palais-Eygurande-Merlines-vasútvonal

## Kapcsolódó állomások
A vasútállomáshoz az alábbi állomások vannak a legközelebb:
- Gare de Châteauneuf - Bujaleuf
- Gare de Lacelle